# 孟广厚
孟广厚（1901年6月27日—1975年5月24日），字堃如，原籍山东蓬莱，出生于辽宁省本溪。中华民国法学家。

## 生平[1]
早年进入县立第二高等小学、奉天省立第一中学。1920年（民国九年），考入北京大学经济系，后改哲学。1924年，经丁惟汾、朱霁青介绍，参加中国国民党。1926年，在沈阳从事教育及地下党务工作。1927年，当选为辽宁省党部第一届执行委员。
1932年，出席中國国民党第四次全国代表大会，旋被派为铁道部职工教育委员会委员兼教育股主任。1933年，部派赴英留学，进入伦敦大学政治经济学院，专政经济。其后著有《战时铁路》、《英国战时统治经济》、《现代统治经济之研究》、《财政政策之基本问题》、《论自觉》、《心理成熟与人格发展》、《人性与心理》等书。
1937年，抗日战争爆发后，由英返国，任国防最高委员会专门委员及参政会秘书等职。1948年，膺选为立法委员，迁台后审议《公营事业转移民营条例草案》、《都市平均地权条例草案》、《外国人投资条例草案》等法案。1975年5月24日，因腿疾去世，享年七十六岁。